# Петровичи (Рязанская область)
Петровичи — село в Спасском районе Рязанской области, входит в состав Панинского сельского поселения.

## География
Село расположено на берегу озера Петровичского в дельте Оки в 6 км к северо-западу от центра поселения села Панино и в 16 км на северо-запад от райцентра города Спасск-Рязанский.

## История
Село Петровичи в качестве села упоминаются в писцовых книгах 1629—1630 годов, где говорится и о церкви Николая Чудотворца. Какое-то время приходы были соединены, после чего Никольская церковь значилась в селе Агломазове, где был храм во имя великомученицы Параскевы Пятницы. В 1707 году приходы были разделены, и Никольская церковь, переименованная в Покровскую, была перенесена из села Агломазова в Петровичи .
В 1788 г. согласно просьбе прихожан, было дано дозволение на перенесение стоящей близ села церкви и о построении придела в честь Николая Чудотворца. Новопостроенный придел был освящен в апреле 1791 года. В 1856 году была построена новая деревянная церковь с прежним храмонаименованием. В 1872 году усердием священника Тихона Ивановича Санова на средства прихожан и разных благотворителей вместо неё была построена новая каменная церковь с такой же колокольней. Престолов в ней было три: главный во имя Покрова Пресвятой Богородицы, правый во имя святителя и чудотворца Николая Мирликийского, левый во имя святого великомученика Георгия Победоносца. В селе находилась земская школа, с 1911 года законоучителем в ней был местный священник Сергей Иванович Орлин. 21 мая 1941 года решением облисполкома церковь была закрыта и ее переоборудовали под школу. 
В XIX — начале XX века село входило в состав Самбуловской волости Спасского уезда Рязанской губернии. В 1906 году в селе было 232 двора.
С 1929 года село являлось центром Петровичского сельсовета Спасского района Рязанского округа Московской области, с 1937 года — в составе Рязанской области, с 1957 года — в составе Выползовского сельсовета, с 2005 года — в составе Панинского сельского поселения.

## Население
| 1859 | 1897  | 1906  | 2010 |
| ---- | ----- | ----- | ---- |
| 1012 | ↗1527 | ↗1682 | ↘84  |

## Достопримечательности
В селе расположена действующая Церковь Покрова Пресвятой Богородицы (1872).